# Pip Pyle
Phillip „Pip” Pyle (1950. április 4. – 2006. augusztus 28.) angliai dobos volt, a hertfordshire-i Sawbridgeworthben született, később Franciaországban lakott. Ismertségre leginkább a Hatfield and the North és a National Health nevű progresszív rock együttesekben való játéka miatt tett szert.

## Életrajz
Pyle Phil Millerrel (akit még az óvodából ismert), valamint annak fivérével Steve-vel hozta létre a  Bruno’s Blues Band nevű formációt, amely rövid idő múltán átalakult Deliveryvé. Pyle  aztán 1970-ben elhagyta a zenekart, mivel vitái támadtak az énekes Carol Grimesszel. Ezután rövid ideig a Chicken Shackben és a Khanban játszott.
1971-ben a dobos  Robert Wyatt felkérte, hogy helyettesítse őt egy szám erejéig Daevid Allen szóló albumán a Banana Moon-on. Ettől kezdve Pyle társult Allenhez a Gong nevű együttesben. Bár csak nyolc hónapot töltött a zenekarban, játszott a Camembert Électrique, és a Continental Circus című albumukon is. Pyle - akinek a helyét később Laurie Allan töltötte be - az 1990-es évek elején egy időre ismét csatlakozott a Gonghoz.
1972-ben Pyle dolgozott Paul Jonesszal (aki Manfred Mann-nel énekelt), majd még ugyanebben az évben létrehozta a Miller fivérekkel a Hatfield and the North együttest. Steve Millert hamarosan lecserélték és a zenekar felállását Pyle, Phil Miller, Richard Sinclair és Dave Stewart alkotta. Albumuk, a Hatfield and the North 1974-ben jelent meg, míg a második lemez, a The Rotters' Club a következő évben jött ki. Pyle a dobolás mellett több dalszöveget is írt az együttes részére.
A Hatfieldet követően Pyle, Miller és Stewart a National Healthben találkoztak, azonban Pyle más projektekben is játszott, például a  Soft Heap együttesben Hugh Hopperrel, Elton Deannel és  Alan Gowennel. Szerepelt a Neil's Heavy Concept Album (1984.) című lemezen is, melyet a The Young Ones című tévésorozat inspirált, és amelyben Stewart is tevékeny részt vállalt.
1984-ben Pyle találkozott Sophia Domancich zongoristával, kettőjük kapcsolata több éven át tartott. Útjára indította saját együttesét is  Pip Pyle’s Equip’Out néven. Domancich úgyszintén a zenekar tagja volt. Az Equip’Out az Equip’Out, az Up! és az Instants című lemezeket adta ki. Pyle 1998-ban egy szóló albummal is jelentkezett, ennek címe Seven Year Itch volt és olyan vendég-muzsikusok játszottak rajta, mint Miller, Sinclair, Stewart, Dean (Saxello), Hopper (basszus), Jakko Jakszyk, Barbara Gaskin, John Greaves (ének), François Ovide, Fred Baker (basszus), Paul Rogers (bőgő), Lydia Domancich (zongora, Sophia testvére) és Didier Malherbe (altszaxofon). Pyle játszott Miller együttesében, az In Cahootsban is 1982-től 2001-ig, szerepelt a Cutting Both Ways, a Split Seconds, a Live 86-89, a Live in Japan, a Recent Discoveries, a Parallel és az Out of the Blue című albumokon.
Egyik utolsó projektje Bash! nevű együttese volt a francia gitárossal, Patrice Meyerrel, Fred Bakerrel basszusgitáron és a billentyűs játékos Alex Maguire-rel. Szerepe volt a Hatfield and the North újraegyesülésében (ugyancsak Maguire-rel). A Bash! megjelentetett egy élő albumot Belle Illusion címmel, de csak öt koncertet adott, mivel nem sikerült érdeklődést keltenie maga iránt.
2005-ben Pyle csatlakozott Phil Millerhez és Richard Sinclairhez a Hatfield and the North életre keltése során. A billentyűs hangszereken Alex Maguire játszott. A három muzsikus január 29-én játszott újra együtt 15 év óta, mikoris Pyle beszállt a Richard Sinclair Bandbe néhány régi szám („Above And Below”, „Share It”, „Halfway Between Heaven And Earth” és „Didn’t Matter Anyway”) erejéig a Whitstable’s Horsebridge Arts Centre-ben reendezett koncerten. A visszafiatalodott Hatfield hivatalos nyitó koncertje 2005. március 18-án volt a londoni Mean Fiddlerben. Ezt egy rövid európai turné követte júniusban. 2005-2006-ban egy újabb nemzetközi koncertsorozat zajlott le, japán, mexikói, egyesült államokbeli, valamint európai fellépésekkel. Pyle 2006.  augusztus 26-án játszott utoljára a hollandiai Groningenben. Egy párizsi hotelben halt meg augusztus 28-án kora reggel, röviddel Franciaországba való visszatérését követően.
Pip hat gyereket hagyott maga után. Sam, Alice, Jo Jo, Kizzy, Jack, valamint a 2002-ben született legfiatalabb, Tom gyászolta.

## Kronológia
- 1966 - 1971. Delivery
- 1971 - 1971. Gong
- 1972 - 1975. Hatfield and the North
- 1975 - 1976. The Weightwatchers (Elton Deannel és Keith Tippett-tel)
- 1977 - 1983. National Health
- 1977 - 1988. Soft Heap
- 1982 - 2002. In Cahoots
- 1984 - 1995. Pip Pyle’s Equip’Out
- 1992 - 1996. Az újjáalakult Gong
- 1991 - 1996. Short Wave
- 1998 - 2006. Absolute Zero
- 2002 - 2006. Pip Pyle’s Bash!
- 2005 - 2006. Az újra-egyesült Hatfield and the North

## Külső hivatkozások
- hivatalos weblap
- Calyx-életrajz és kronológia
- interjú Pip Pyle-lal
- nekrológ Archiválva 2006. október 8-i dátummal a Wayback Machine-ben a The Independent-ben
- nekrológ a The Guardian-ben
- a Hatfield and the North-os Dave Stewart nekrológja

## Fordítás
- Ez a szócikk részben vagy egészben  a   Pip Pyle című angol Wikipédia-szócikk ezen változatának fordításán alapul.  Az eredeti cikk szerkesztőit annak laptörténete sorolja fel. Ez a jelzés csupán a megfogalmazás eredetét és a szerzői jogokat jelzi, nem szolgál a cikkben szereplő információk forrásmegjelöléseként.